# Wheatland (Indiana)
Wheatland – miasto w Stanach Zjednoczonych, w stanie Indiana, w hrabstwie Knox.